# SMS V 79
V 79 – niemiecki niszczyciel z okresu I wojny światowej. Trzynasta jednostka typu V 67. Okręt wyposażony w trzy kotły parowe opalane ropą. Zapas paliwa 306 ton. W ramach reparacji wojennych przekazany Francji i wcielony do Marine nationale pod nazwą "Pierre Durand". Złomowany w 1933 roku.